# Kunstfenster (Dießen am Ammersee)

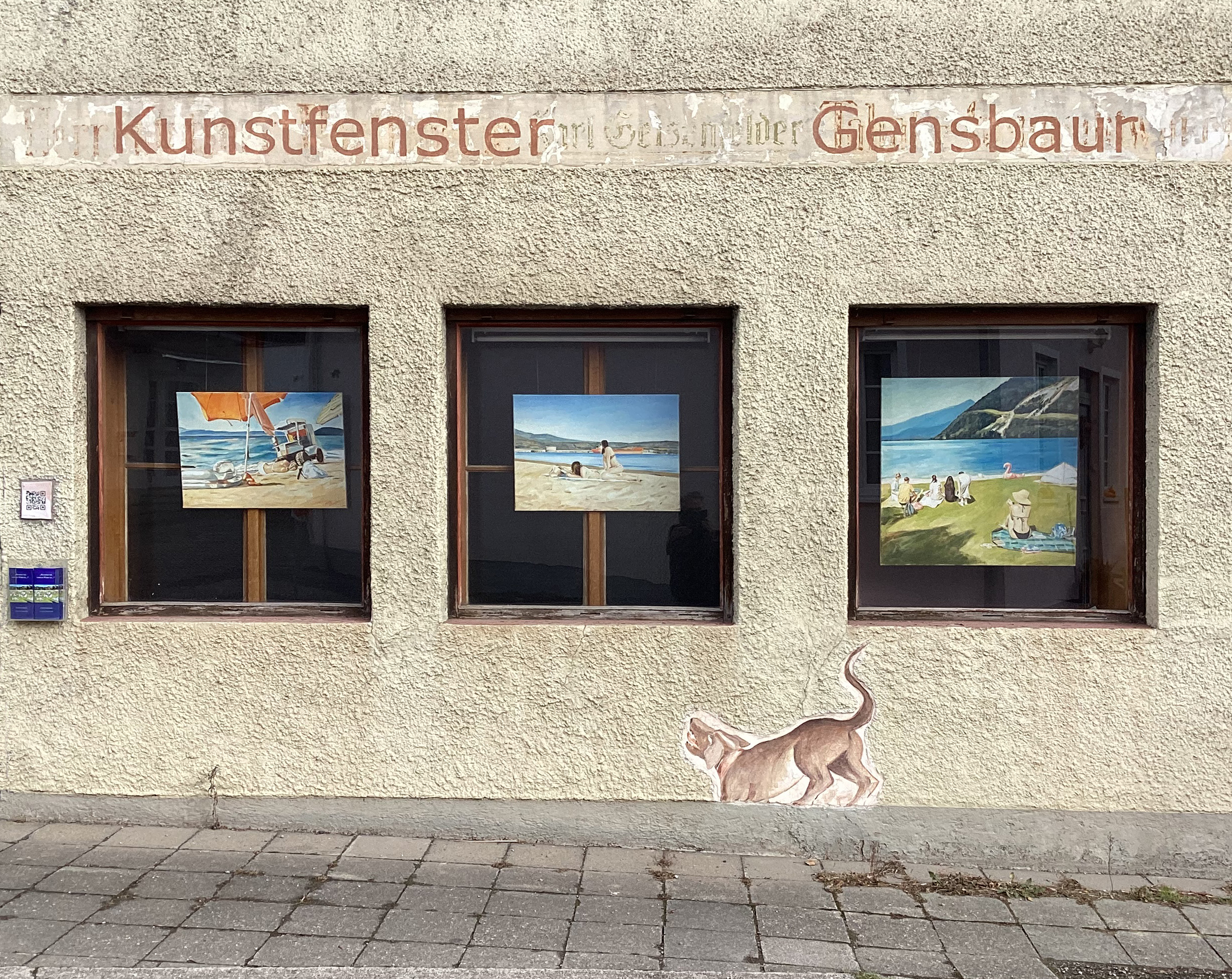
Kunstfenster

Das Kunstfenster ist eine private, nicht kommerzielle Ausstellungsplattform in Dießen am Ammersee. Es besteht aus drei
Schaufenstern und einem Ausstellungsraum, der zwischenzeitlich als Atelier genutzt wird. Seit 2014 zeigen dort der Maler Martin Gensbaur und die Kunsthistorikerin Ulrike Gensbaur zeitgenössische Malerei und Fotografie an einer verkehrsreichen Stelle im öffentlichen Raum und veranstalten, neben regelmäßigen Ausstellungen regionaler und internationaler Künstlerinnen und Künstler, Vorträge, Lesungen, öffentliche Konzertproben, Workshops und Tage der offenen Tür. Infolge der Corona-Pandemie griffen nach 2020 auch einige andere das Konzept eines Kunstfensters als Möglichkeit der Präsentation von Kunst im öffentlichen Raum auf. Seit 2020 führt der hauseigene Verlag „edition Kunstfenster“ die Schriftenreihe DAS KUNSTFENSTER fort, die von 2014 bis 2019 vom scaneg-Verlag, München herausgegeben wurde. Darüber hinaus widmet sich der regionale Kleinverlag kunsthistorischen Themen. 2021 entstand an der Fassade ein Fresko, das in die Dokumentation besonderer Dießener Häuser des Vereins Kulturlandschaft Ammersee-Lech aufgenommen wurde.

## Ausstellungen (Auswahl)
- Eröffnungsausstellung zu den 1. Dießener Ateliertagen, Mai 2014[8]
- "Die Dinge groß sehen", Martin Gensbaur-Malerei / Jörg Kranzfelder-Fotografie, November 2014[9]
- "1 Jahr Kunstfenster", Martin Gensbaur-Malerei / Jörg Kranzfelder-Fotografie, Mai 2015[10]
- "Von der Wirklichkeit ermöglichte Erfindungen", Martin Gensbaur-Malerei / Myriam Tirler-Fotografie, November 2015
- Kunstfenster Dießen: „Tankstellen, basta!“ (2017)[11] – Abtei Venio (2018)[12]
- Auftauchen an einem anderen Ort – Martin Gensbaur Malerei / Jiang Sanshi Tuschemalerei – Kunstfenster Dießen (2016)[13]
- Triebkräfte der Erde – Martin Gensbaur Malerei / Christoph Franke Fotografie – Kunstfenster Dießen (2019)[14]
- Zu schön um wahr zu sein – Kunstfenster Dießen, 2019[15]
- …Kennst du das Land? – 10 Künstler*innen sehen Italien – Kunstfenster / Taubenturm Dießen (2022)[16][17]
- Wo nehm ich, wenn es Winter ist...? - 10 Jahre Kunstfenster Dießen - Kunstfenster Dießen (2024)[18]
- Löcher im Licht – Ausstellung im Taubenturm und im Kunstfenster Dießen (2025)[19][20]

## Publikationen
- Das Kunstfenster 1: Die Dinge groß sehen. Scaneg-Verlag, München 2014, ISBN 978-3-89235-241-9. (Schriftenreihe zur Kunst / Text Martin Gensbaur, Bilder und Jörg Kranzfelder und Martin Gensbaur)
- Das Kunstfenster 2: von der Wirklichkeit ermöglichte Erfindungen. Scaneg-Verlag, München 2015, ISBN 978-3-89235-242-6. (Schriftenreihe zur Kunst / Texte Dr. Ulrike Gensbaur und Martin Gensbaur, Bilder Myriam Tirler und Martin Gensbaur)
- Das Kunstfenster 3: Auftauchen an einem anderen Ort. Scaneg-Verlag, München 2016, ISBN 978-3-89235-243-3. (Schriftenreihe zur Kunst / Texte Dr. Ulrike Gensbaur und Martin Gensbaur, Bilder Jiang Sanshi und Martin Gensbaur)
- Das Kunstfenster 4: Warum bleibt mir die Tankstelle, als wäre sie von Michelangelo? Scaneg-Verlag, München 2017, ISBN 978-3-89235-244-0. (Schriftenreihe zur Kunst / Texte Sebastian Goy und Martin Gensbaur, Bilder Elmar Haardt und Martin Gensbaur)
- Das Kunstfenster 5: Triebkräfte der Erde. Scaneg-Verlag, München 2019, ISBN 978-3-89235-245-7. (Schriftenreihe zur Kunst / Texte Christoph Franke, Martin Gensbaur, Thomas Raff, Bilder Christoph Franke, Martin Gensbaur und Fritz Winter)
- Das Kunstfenster 6: Mein Japan. Scaneg-Verlag, München 2020, ISBN 978-3-89235-246-4. (Schriftenreihe zur Kunst / Texte Dieter Finzel, Clara Gensbaur-Shao, Dr. Ulrike und Martin Gensbaur, Bilder Dieter Finzel und Martin Gensbaur)
- Das Kunstfenster 7: Quaranta. edition Kunstfenster, Dießen 2021, ISBN 978-3-9823039-1-8. (Schriftenreihe zur Kunst / Texte Ulrike und Martin Gensbaur (Hrsg.), Thomas Raff, Sebastian Goy und Alois Kramer, Bilder Martin Gensbaur)
- Das Kunstfenster 8: Kennst du das Land…? edition Kunstfenster, Dießen 2022, ISBN 978-3-9823039-0-1. (Schriftenreihe zur Kunst / Text Ulrike und Martin Gensbaur (Hrsg.), Bilder Margareta Biegert-Simm, Mauro Corbani, Florian Freier, Thorsten Fuhrmann, Martin Gensbaur, Sabine Jakobs, Susanne Kohler, Marcello Leotta, Gabriele Rothweiler, Harry Sternberg)
- Das Kunstfenster 9: parallel zur Natur. edition Kunstfenster, Dießen 2022, ISBN 978-3-9823039-2-5. (Schriftenreihe zur Kunst / Text Ulrike und Martin Gensbaur (Hrsg.), Bilder Martin Gensbaur)
- Das Kunstfenster 10: wo nehm`ich, wenn es Winter ist. edition Kunstfenster, Dießen 2024, ISBN 978-3-9823039-3-2. (Schriftenreihe zur Kunst / Text Ulrike und Martin Gensbaur (Hrsg.), Irmgard Lersch, Bilder Martin Gensbaur, Giorgio Ortona, Doris Trummer, Mauro Corbani)
- Möge doch die Zeit kommen… - Leben und Bilder von Franz Hermann Lechner (1879–1924). edition Kunstfenster, Dießen 2025, ISBN 978-3-9823039-5-6. (Text Ulrike und Martin Gensbaur (Hrsg.), Bilder Hermann Lechner (Maler), Franz Marc)
- Das Kunstfenster 11: Löcher im Licht. edition Kunstfenster, Dießen 2025, ISBN 978-3-9823039-4-9. (Schriftenreihe zur Kunst / Text Ulrike und Martin Gensbaur (Hrsg.), Fabian Heubel, Bilder Martin Gensbaur u. a.)